# Кошек
Коше́к (каз. Көшек) — село у складі Жарминського району Абайської області Казахстану. Входить до складу Шарської міської адміністрації.
Населення — 153 особи (2021; 272 у 2009, 564 у 1999, 873 у 1989).
Національний склад станом на 1989 рік:
- казахи — 100 %